# MTV Movie Awards 2014
MTV Movie Awards 2014 – 23. ceremonia wręczenia nagród filmowych MTV za rok 2013, odbyła się 13 kwietnia 2014 w Nokia Theatre w Los Angeles (Kalifornia). Galę poprowadził amerykański komik, scenarzysta telewizyjny – Conan O’Brien. Nominacje zostały ogłoszone 6 marca 2014 r.

## Występy
- Conan O’Brien i Adam DeVine – otwarcie gali
- Ellie Goulding i Zedd
- Twenty One Pilots
- Eminem i Rihanna – „The Monster”[1]

## Scena otwarcia gali
W nagranej wcześniej scenie otwarcia gali MTV Movie Awards 2014 wzięło udział 50 celebrytów i celebrytek: Andy Samberg, Seth Rogen, Sarah Silverman, Ice Cube, Elijah Wood, Chris Pratt, Jessica Alba, Ashton Kutcher, Anna Faris, Danny McBride, Ed Helms, Jason Bateman, Lupita Nyong’o, Adam Sandler, Russell Crowe, Jennifer Connelly, Emma Watson, Anthony Hopkins, Logan Lerman, Shaun White, Rosario Dawson, Willie Nelson, Blake Griffin, Taylor Swift, Martin Scorsese, James Franco, Paul Rudd, Aziz Ansari, Grumpy Cat, Carrie Brownstein, Fred Armisen, Skrillex, Demi Moore, Tracy Morgan, Tom Arnold, Simon Helberg, Melissa Rauch, Mayim Bialik, Johnny Galecki, Jim Parsons, Kunal Nayyar, Kaley Cuoco, Mindy Kaling, Adam Scott, Ellen Page, Charles Barkley, Katy Perry i Jack White.

## Konkurs główny

### Filmy wielokrotnie nominowane
- 8 nominacji – American Hustle i Wilk z Wall Street
- 7 nominacji – Igrzyska śmierci: W pierścieniu ognia
- 6 nominacji – Millerowie
- 4 nominacje – Zniewolony. 12 Years a Slave, Legenda telewizji 2: Kontynuacja, Witaj w klubie, Hobbit: Pustkowie Smauga oraz To już jest koniec
- 2 nominacje – Złodziej tożsamości, Iron Man 3, Jackass: Bezwstydny dziadek, Prawdziwa jazda, Cudowne tu i teraz oraz Thor: Mroczny świat

### Aktorzy wielokrotnie nominowani
- 5 nominacji – Leonardo DiCaprio (Wilk z Wall Street)
- 4 nominacje – Jennifer Lawrence (American Hustle i Igrzyska śmierci: W pierścieniu ognia)
- 3 nominacje – Amy Adams (American Hustle), Jennifer Aniston (Millerowie) oraz Matthew McConaughey (Witaj w klubie)

## Nominacje i nagrody
Laureaci nagród wyróżnieni zostali wytłuszczeniem

### Film roku
- Igrzyska śmierci: W pierścieniu ognia
  - Zniewolony. 12 Years a Slave
  - American Hustle
  - Hobbit: Pustkowie Smauga
  - Wilk z Wall Street

### Najlepszy aktor
- Josh Hutcherson – Igrzyska śmierci: W pierścieniu ognia
  - Bradley Cooper – American Hustle
  - Chiwetel Ejiofor – Zniewolony. 12 Years a Slave
  - Leonardo DiCaprio – Wilk z Wall Street
  - Matthew McConaughey – Witaj w klubie

### Najlepsza aktorka
- Jennifer Lawrence – Igrzyska śmierci: W pierścieniu ognia
  - Amy Adams – American Hustle
  - Jennifer Aniston – Millerowie
  - Lupita Nyong’o – Zniewolony. 12 Years a Slave
  - Sandra Bullock – Grawitacja

### Najlepiej odegrana scena przerażenia
- Brad Pitt – World War Z
  - Ethan Hawke – Noc oczyszczenia
  - Jessica Chastain – Mama
  - Rose Byrne – Naznaczony: rozdział 2
  - Vera Farmiga – Obecność

### Przełomowa rola
- Will Poulter – Millerowie
  - Liam James – Najlepsze najgorsze wakacje
  - Margot Robbie – Wilk z Wall Street
  - Michael B. Jordan – Fruitvale Station
  - Miles Teller – Cudowne tu i teraz

### Najlepszy duet
- Vin Diesel i Paul Walker – Szybcy i wściekli 6
  - Amy Adams i Christian Bale – American Hustle
  - Ice Cube i Kevin Hart – Prawdziwa jazda
  - Jonah Hill i Leonardo DiCaprio – Wilk z Wall Street
  - Matthew McConaughey i Jared Leto – Witaj w klubie

### Najlepszy występ z gołą klatą
- Zac Efron – Ten niezręczny moment
  - Chris Hemsworth – Thor: Mroczny świat
  - Jennifer Aniston – Millerowie
  - Leonardo DiCaprio – Wilk z Wall Street
  - Sam Claflin – Igrzyska śmierci: W pierścieniu ognia

### Najlepsza scena walki
- Orlando Bloom i Evangeline Lilly vs. orki – Hobbit: Pustkowie Smauga
  - Jason Bateman vs. Melissa McCarthy – Złodziej tożsamości
  - Jennifer Lawrence, Josh Hutcherson i Sam Claflin vs. zmutowane małpy – Igrzyska śmierci: W pierścieniu ognia
  - Jonah Hill vs. James Franco i Seth Rogen – To już jest koniec
  - Obsada Legenda telewizji 2: Kontynuacja

### Najlepszy pocałunek
- Emma Roberts, Jennifer Aniston i Will Poulter – Millerowie
  - Ashley Benson, James Franco i Vanessa Hudgens – Spring Breakers
  - Jennifer Lawrence i Amy Adams – American Hustle
  - Joseph Gordon-Levitt i Scarlett Johansson – Don Jon
  - Shailene Woodley i Miles Teller – Cudowne tu i teraz

### Najbardziej zaskakująca scena (WTF Moment)
- Leonardo DiCaprio – Wilk z Wall Street
  - Cameron Diaz – Adwokat
  - Channing Tatum i Danny McBride – To już jest koniec
  - Johnny Knoxville i Jackson Nicoll – Jackass: Bezwstydny dziadek
  - Steve Carell, Will Ferrell, Paul Rudd i David Koechner – Legenda telewizji 2: Kontynuacja

### Najlepszy czarny charakter
- Mila Kunis – Oz: Wielki i potężny
  - Barkhad Abdi – Kapitan Phillips
  - Benedict Cumberbatch – W ciemność. Star Trek
  - Donald Sutherland – Igrzyska śmierci: W pierścieniu ognia
  - Michael Fassbender – Zniewolony. 12 Years a Slave

### Najlepszy scena muzyczna
- Backstreet Boys, Jay Baruchel, Seth Rogen i Craig Robinson – To już jest koniec
  - Jennifer Lawrence – American Hustle
  - Leonardo DiCaprio – Wilk z Wall Street
  - Melissa McCarthy – Złodziej tożsamości
  - Will Poulter – Millerowie

### Najlepsza scena komediowa
- Jonah Hill – Wilk z Wall Street
  - Jason Sudeikis – Millerowie
  - Johnny Knoxville – Jackass: Bezwstydny dziadek
  - Kevin Hart – Prawdziwa jazda
  - Melissa McCarthy – Gorący towar

### Najlepsza transformacja do roli
- Jared Leto – Witaj w klubie
  - Christian Bale – American Hustle
  - Elizabeth Banks – Igrzyska śmierci: W pierścieniu ognia
  - Matthew McConaughey – Witaj w klubie
  - Orlando Bloom – Hobbit: Pustkowie Smauga

### Najlepszy występ gościnny (Cameo)
- Rihanna – To już jest koniec
  - Amy Poehler i Tina Fey – Legenda telewizji 2: Kontynuacja
  - Joan Rivers – Iron Man 3
  - Kanye West – Legenda telewizji 2: Kontynuacja
  - Robert De Niro – American Hustle

### Najlepszy filmowySuperbohater
- Henry Cavill – Człowiek ze stali
  - Channing Tatum – Świat w płomieniach
  - Chris Hemsworth – Thor: Mroczny świat
  - Martin Freeman – Hobbit: Pustkowie Smauga
  - Robert Downey Jr. – Iron Man 3

### Ulubiona postać
- Beatrice „Tris” Prior – Niezgodna
  - Katniss Everdeen – Igrzyska śmierci: W pierścieniu ognia
  - Khan Noonien Singh – W ciemność. Star Trek
  - Loki Laufeyson – Thor: Mroczny świat
  - Veronica Mars – Weronika Mars

### Nagroda specjalna Pokolenia MTV
- Mark Wahlberg

### Nagroda specjalna Pionierów MTV
- Channing Tatum

### Wspomnienie
- Paul Walker